# 紅葉瀛風
《紅葉瀛風》（英語：Travelling With Koyo）是香港電視廣播有限公司製作的旅遊節目，由楊思琦、溫家偉、湯寶珍主持。節目於2011年1月10日至1月21日，逢星期一至五22:30-23:00於翡翠台及高清翡翠台播放，共10集。本節目介紹日本東北七個縣市（青森縣、山形縣、新潟縣、宮城縣、福島縣、秋田縣、岩手縣）的自然景物及傳統文化，亦重點展示各地紅葉景色。

## 節目簡介
在一般人心目中，日本是最「潮」的國家之一，無論時裝服式、化妝、飲食、影音電器等都貼近時代脈搏，然而對於當地的傳統文化、田園山川的自然美景又了解多少？三位「潮人」主持楊思琦、溫家偉和湯寶珍，今次就放慢追逐潮流的步伐，越過大家熟悉的東京等「潮流聖地」，在紅葉遍山的時節，深入日本東北七個縣市，親身體驗農家秋收冬藏，自給自足的純樸生活。趁新年伊始，齊來洗滌心靈，在寧靜的環境中，總結過去，規劃新一年目標！
日本東北七個縣市：青森、山形、新潟、宮城、福島、秋田、岩手，各有不同特色及豐富物產。三位「潮人」主持楊思琦、溫家偉和湯寶珍在紅葉漫山之際造訪，一連10集節目，會帶大家看遍七縣市的滿山染紅美景之餘，體驗各地的特色，例如青森的蘋果、山形的農家生活、秋田的牧牛場、岩手的熱沙浴、福島的百年民宿、宮城的捕魚生活及走訪新潟的神秘巫女等等，同時泡溫泉、賞美景，遠離繁囂，用心感受自然純樸農家生活帶來的閒適滿足。

## 每集內容
| 集數 | 播放日期 | 主題               | 縣市            | 參觀景點/景物                                                                      |
| 01   | 1月10日  | 青森紅葉初體驗     | 青森縣          | 油燈旅館、淹目之湯、子寶之湯、五佑衛門風呂、奧入瀨溪、山無櫸樹                     |
| 02   | 1月11日  | 青森蘋果奏鳴曲     | 青森縣          | 十和田湖風景區、中野紅葉山、蘋果園、津輕Kokeshi木娃娃製作坊                        |
| 03   | 1月12日  | 山形農舍稻田香     | 山形縣          | 竹排、稻田、最上川、若松寺、葡萄園                                                 |
| 04   | 1月13日  | 紅葉青風水在湖     | 山形縣、 秋田縣 | 大藏村、肘折溫泉、初戀足湯； 玉川溫泉、田澤湖                                      |
| 05   | 1月14日  | 秋田美食同一夢     | 秋田縣          | 鹿角牛牧場、美鄉町六鄉、角館                                                       |
| 06   | 1月17日  | 岩手．如牧春風     | 岩手縣          | 纜車、安比高原牧場、湯田溫泉鄉、安心湯田車站、熱沙浴                               |
| 07   | 1月18日  | 戀上宮城味味鮮     | 宮城縣          | 南三陸、志津川灣、三文魚養殖場、伊達政宗騎馬銅像                                   |
| 08   | 1月19日  | 幸福初紀行         | 宮城縣、 新潟縣 | 藏王山、御釜、五色湖； 彌彥公園、須澤海岸、清酒廠                                  |
| 09   | 1月20日  | 福島古舊傳承東北情 | 福島縣          | 會津下鄉站、蘆牧溫泉站、大內宿、五色沼、和菓子店及博物館、和式溫泉旅館、菊花人形展 |
| 10   | 1月21日  | 紅葉賞             | 新潟縣          | 纜車、妙高高原、歐陸風格酒店、藤器工藝店、彌彥神社、火之玉石 reversed              |

## 收視
以下為本節目於香港無綫電視翡翠台、高清翡翠台之收視紀錄：
| 週次 | 集數  | 日期                  | 平均收視 | 最高收視 | 百份比 |
| ---- | ----- | --------------------- | -------- | -------- | ------ |
| 1    | 01-05 | 2011年1月10日-1月14日 | 22點     |          |        |
| 2    | 06-10 | 2011年1月17日-1月21日 | 24點     |          |        |

## 同類節目
- 雪映移城
- 櫻紅醉了

## 外部連結
- 無綫電視官方網站 - 紅葉瀛風 （页面存档备份，存于）

## 電視節目的變遷
| 無綫電視翡翠台、高清翡翠台 星期一至五 22:30-23:00 時段 | 無綫電視翡翠台、高清翡翠台 星期一至五 22:30-23:00 時段 | 無綫電視翡翠台、高清翡翠台 星期一至五 22:30-23:00 時段 |
| ------------------------------------------------------ | ------------------------------------------------------ | ------------------------------------------------------ |
|                                                        | 紅葉瀛風 （2011.01.10 - 2011.01.21）                   |                                                        |
| 千奇百趣Winter Fun （2010.12.13 - 2011.01.07）         | 我愛香港過新年 （2011.01.24 - 2011.01.28）             |                                                        |